# 唐福陵
福陵为唐朝皇家陵寝之一，为唐武宗母宣懿皇后韦氏墓。位于京兆府万年县（今陕西省西安市）。
唐穆宗为太子时，纳韦氏为妾。会昌元年（841年），唐武宗即位，韦氏已死，唐武宗赠母亲皇太后，谥号宣懿。没有和父亲唐穆宗合葬光陵，而是将母亲的陵墓称为福陵。